# 勒舍尼
勒舍尼（法語：Le Chenit）是瑞士联邦西部法语区的沃州下设的一个镇。在行政上属于沃州北汝拉区管辖。勒舍尼的总面积为99.25平方公里。截至2010年底，总人口为4,325。

## 地理
勒舍尼位于汝拉山区，平均海拔超过1000米。茹湖的最西部延伸至境内。